# Heelys

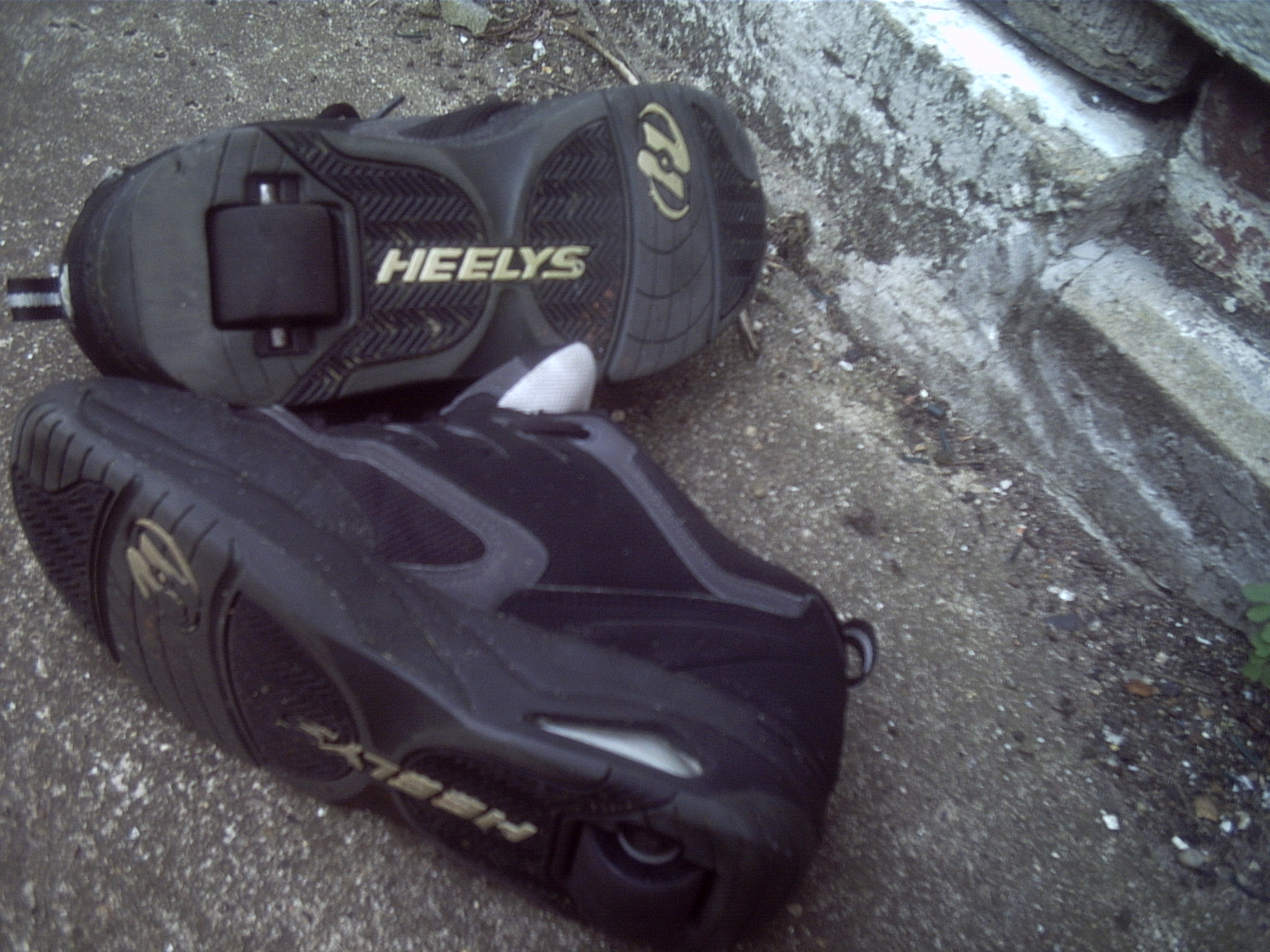
Ein Paar gebrauchte Heelys

Heelys sind sportliche Straßenschuhe, mit denen man rollen kann. Sie werden von der Firma Heely Inc. (früher: Heeling Sports Ltd.) hergestellt. Weltweit wurden die Schuhe 6,2 Millionen Mal verkauft (Stand: 31. Dezember 2006).

## Funktionsweise
Durch herausnehmbare Rollen im Fersenbereich (ursprünglich pro Schuh eine Rolle, jetzt bei einigen Modellen auch zwei Rollen) kann man mit diesen Schuhen sowohl fahren als auch normal gehen. Die Rollen werden mitsamt ihrer Achse in die dafür vorgesehenen Aussparungen im Schuh eingesteckt. Werden die Rollen nicht verwendet, können die Aussparungen mit einem flachen Einsatz (Plug-In) ausgefüllt werden, um die Heelys als normale Schuhe zu benutzen.
Einige Modelle sind mit Grindflächen versehen, das heißt, dass man mit diesen Modellen auf Geländer- und Bordsteinkanten entlang rutschen kann.
Heelys sind wendiger als herkömmliche Rollschuhe. Geübte Träger können Drehungen von 180° und 360° fahren oder sich auf nur einem Fuß rollend fortbewegen.

## Rezeption
Wegen ihrer Beliebtheit bei Kindern wurde in den amerikanischen Medien mehrfach über die Schuhe berichtet. Allerdings standen sie auch wegen ihrer Sicherheit in der Diskussion, da es mehrfach zu Unfällen kam. Die American Academy of Orthopaedic Surgeons gab daraufhin die Empfehlung, die Schuhe nicht ohne Sicherheitsausrüstung zu benutzen.
In einigen amerikanischen und deutschen Schulen wurde das Tragen der Schuhe untersagt.